# Lisil oxidasa
La lisil oxidasa (en anglès:Lysyl oxidase (LOX) o protein-lysine 6-oxidase), és una proteïna que, en humans, és codificada pel gen LOX. La seva inhibició causa la malaltia del latirisme, però a la vegada la seva ultraregulació (upregulation) per les cèl·lules tunorals promou la metàstasi del tumor el fan maligne i causa càncer.

## Mecanisme

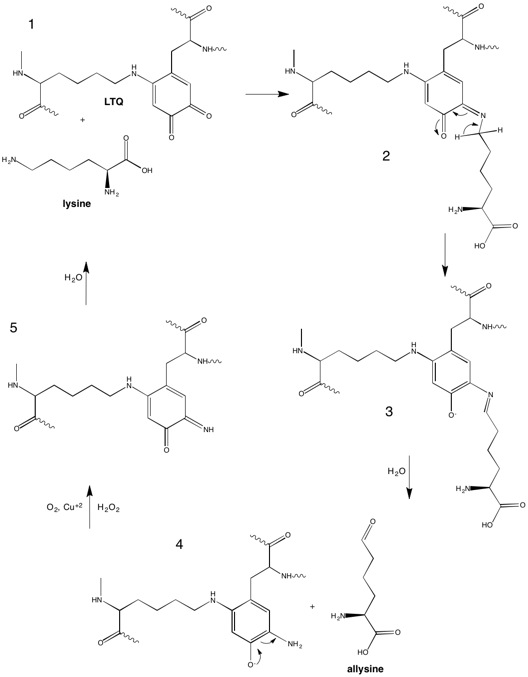
Mecanisme Lox

El mecanisme de la lisil oxidasa ocorre via modificació del grup ε-amino d'una cadena de lisina. L'enzim està dins la categoria de les aminooxidases que contenen coure i quinona.

## Funció biològica
La lisil oxidasa és un enzim extracel·lular amb coure que catalitza la formació d'aldehids a partir de residus de lisina en precursors de col·lagen i elastina per la qual és essencial la integritat i elasticitat que li proporciona l'acció de la lisil oxidasa. La malaltia de Menkes està relacionada amb disfuncions de la lisil oxidasa.